# ポンティアック・フィエロ
フィエロ　(英語: Fiero) は、ゼネラルモーターズが製造、ポンティアックブランドの2シータースポーツカーである。見た目重視の経済的な通勤車として開発された。ポンティアック初の2人乗り車であり、アメリカの自動車メーカーによる初のリアミッドエンジン量産車であった。

## モデルイヤーのチェンジ

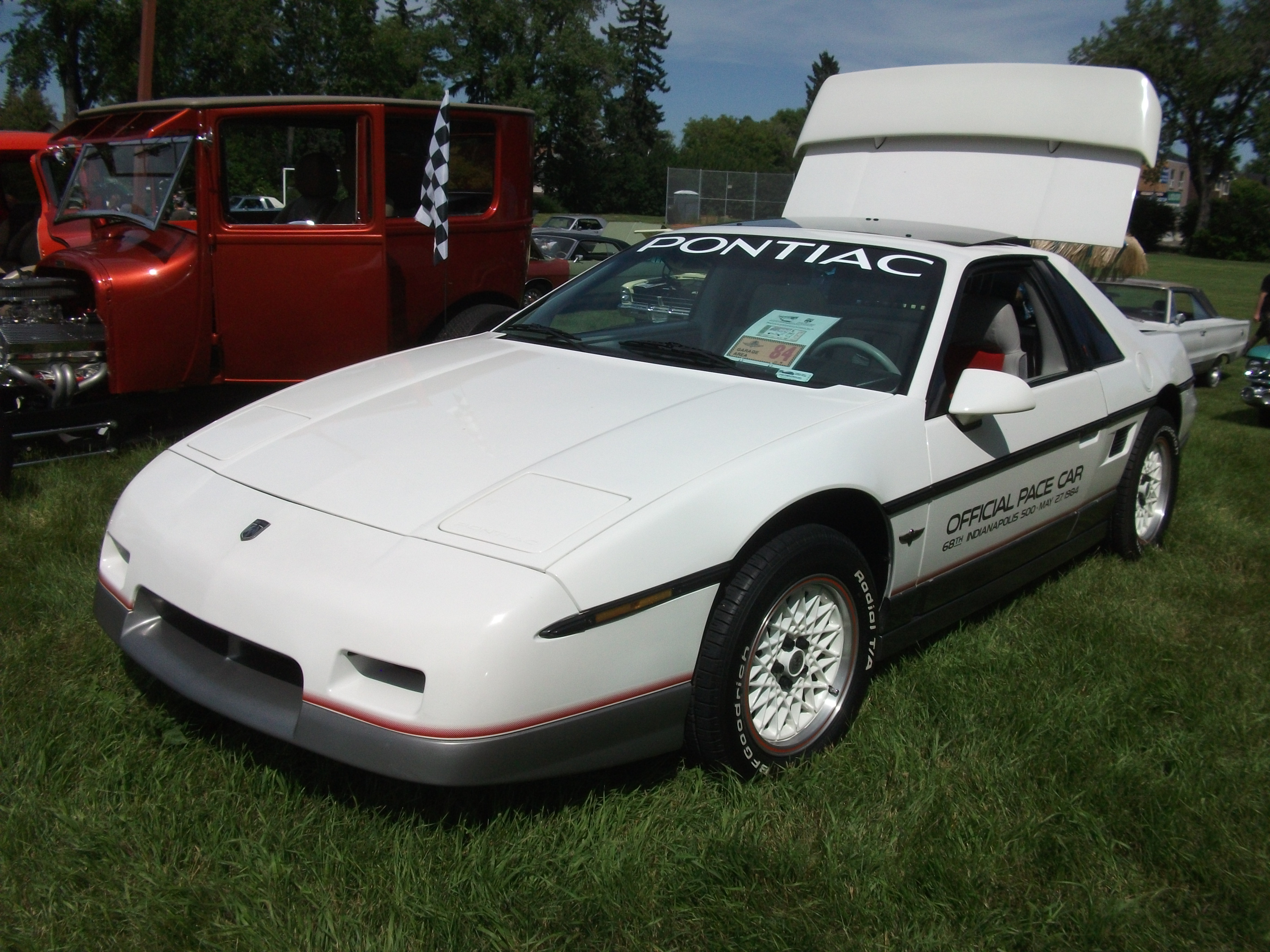
フィエロ・インディペースカー (1984年)

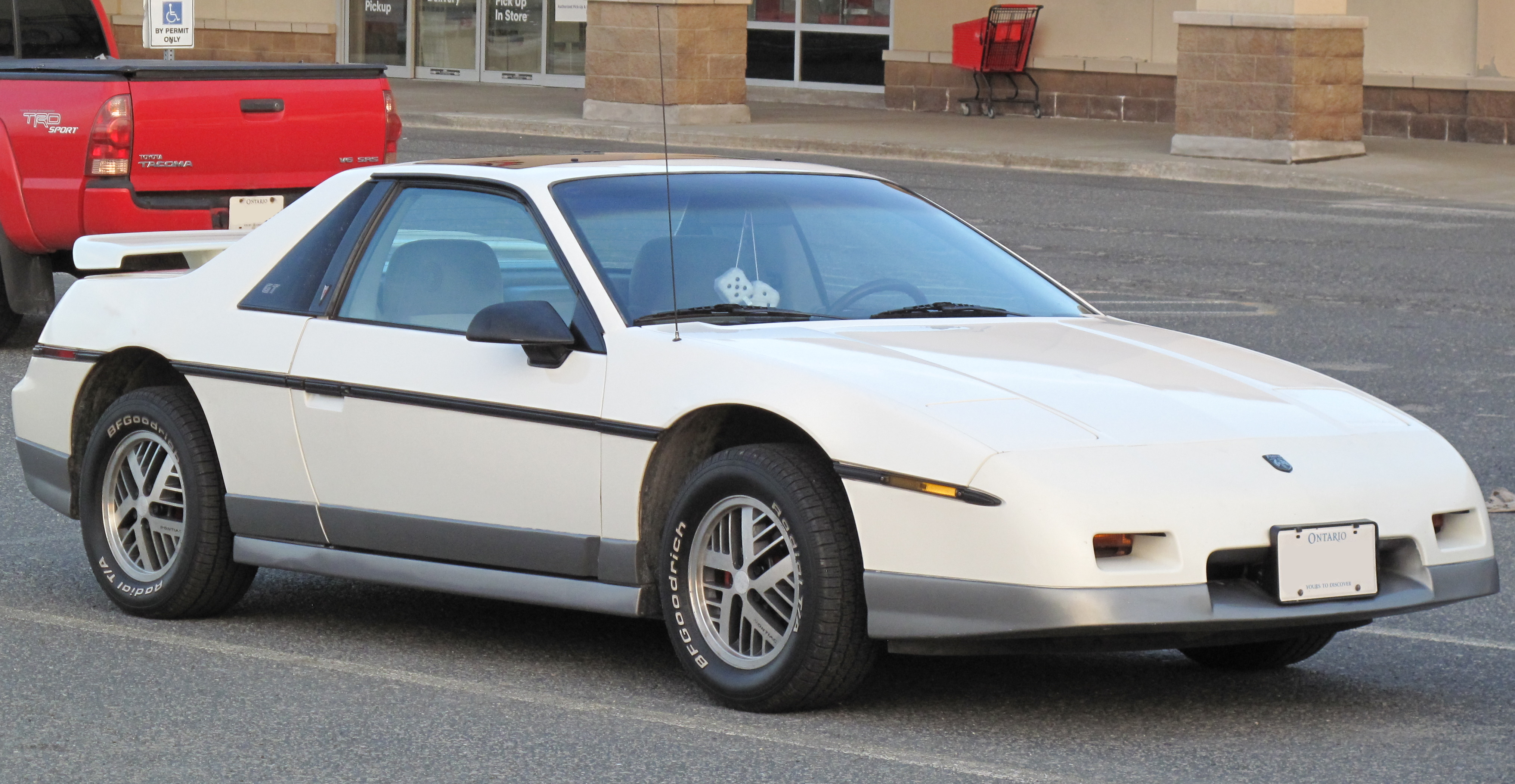
フィエロ・GT (1985年)

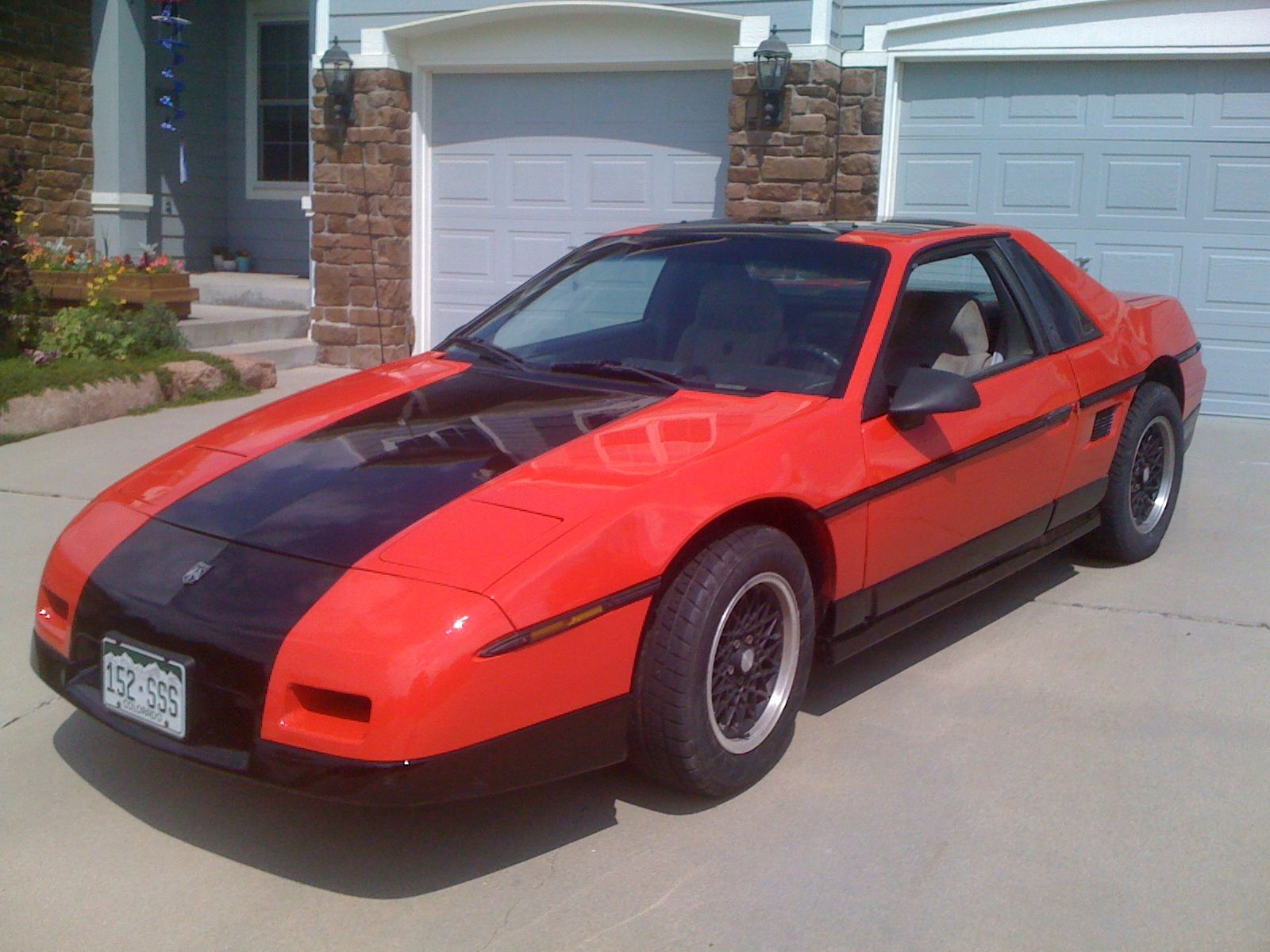
フィエロ・SE (1986年)

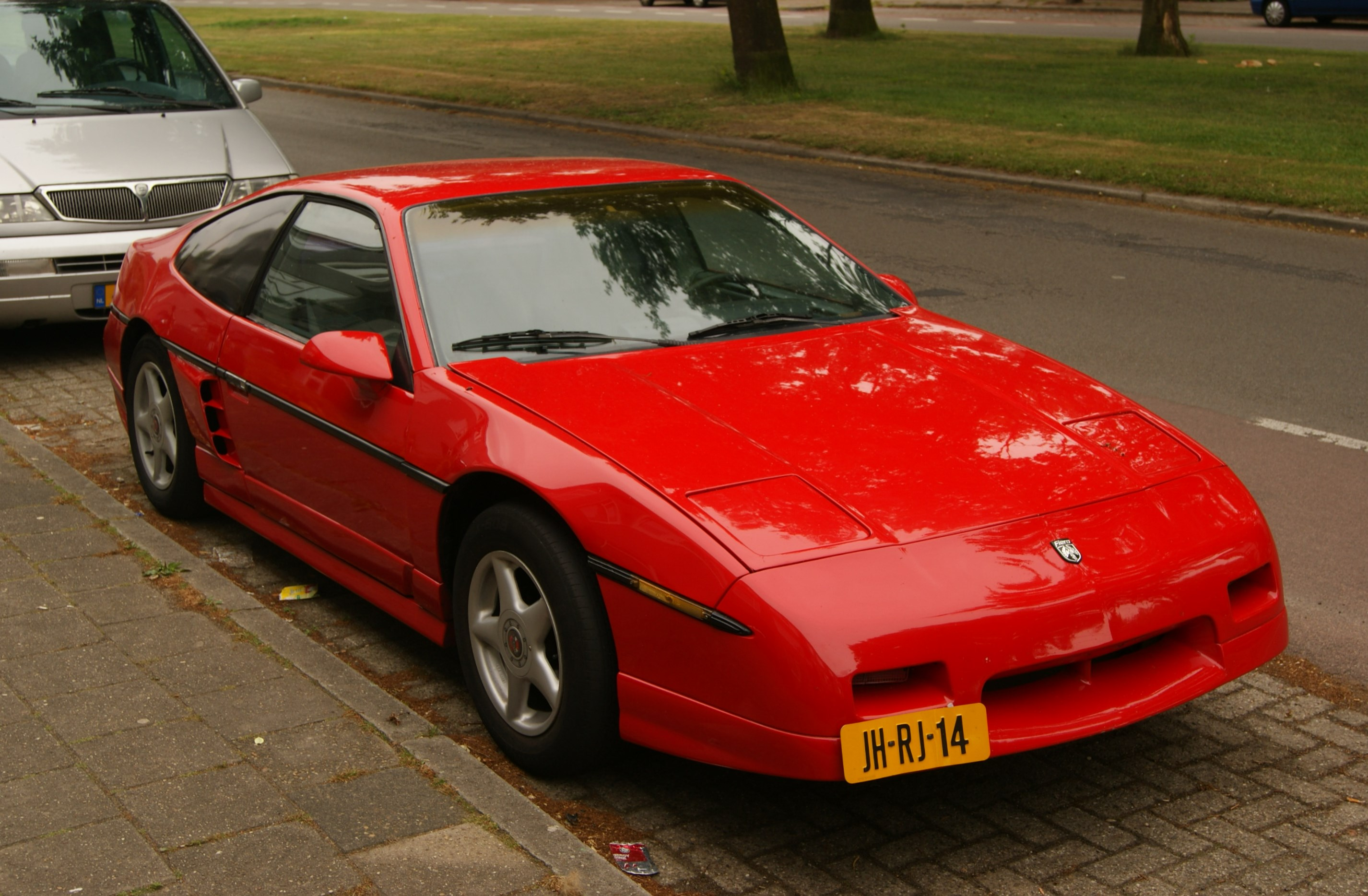
フィエロ・GT (1987年)　(アフタマーケットホイール)

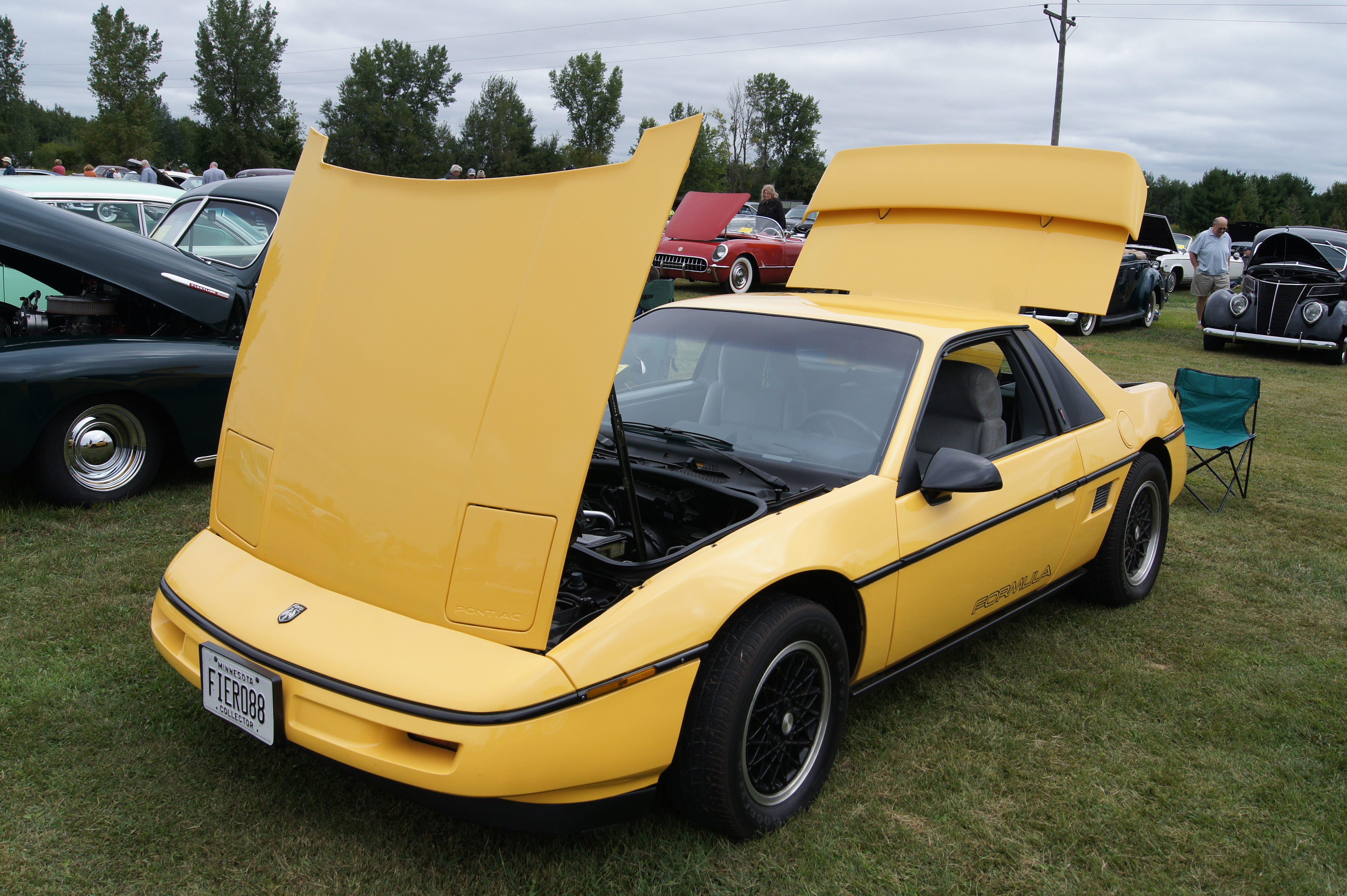
フィエロ・フォーミュラ (1988年)

- 1984

1983年8月に発表された、トリムとはクーペ (ベースモデル)　スポーツクーペ、フィエロ・SE (ハイエンドモデル) WS6ハンドリングパッケージ
フィエロ・インディのパッケージとは、1984年のインディアナポリス500のペースカーのレプリカ。フィーチャーはボディーキットやエアロフロントとリアエンド。
販売数は136,840、販売の期待を超える。
- 1985

1985年1月に発表、フィエロ・GTとV型6気筒に発表された。
販売数は76,371。
- 1986

1985年9月に発表、1986年1月に発表のフィエロ・GT。フィエロ・GTは新設計となり、ファストバックデザインを追加。
販売数は83,974。
- 1987

ベースモデルのフロントやリアチェンジ、
販売数は46,651。
- 1988

生産の最終年。販売数は26,402。